# Pseudonapomyza spicata
Pseudonapomyza spicata är en tvåvingeart som först beskrevs av Malloch 1914.  Pseudonapomyza spicata ingår i släktet Pseudonapomyza och familjen minerarflugor. Inga underarter finns listade i Catalogue of Life.